# Tuffi ai campionati mondiali di nuoto 2024 - Trampolino 3 metri maschile
La competizione dei tuffi dal trampolino 3 metri maschile dei campionati mondiali di nuoto 2024 si è svolta il 6 e 7 febbraio 2024 presso il Centro Acquatico Hamad di Doha, in Qatar.
La gara, a cui hanno preso parte 70 tuffatori provenienti da 41 nazioni, si è svolta in tre turni, in ognuno dei quali l'atleta ha eseguito una serie di sei tuffi.
La competizione è stata vinta dal cinese Wang Zongyuan, che ha preceduto sul podio il connazionale Xie Siyi e il messicano Osmar Olvera.

## Programma
| Data            | Ora   | Turno       |
| --------------- | ----- | ----------- |
| 6 febbraio 2023 | 10:02 | Preliminari |
| 6 febbraio 2023 | 10:02 | Semifinale  |
| 7 febbraio 2023 | 18:32 | Finale      |

## Risultati
| Pos.    | Atleta                  | Nazionalità     | Preliminari | Preliminari | Semifinale      | Semifinale      | Finale          | Finale          |
| Pos.    | Atleta                  | Nazionalità     | Punti       | Pos.        | Punti           | Pos.            | Punti           | Pos.            |
| ------- | ----------------------- | --------------- | ----------- | ----------- | --------------- | --------------- | --------------- | --------------- |
| Oro     | Wang Zongyuan           | Cina            | 474.30      | 2           | 469.95          | 2               | 538.70          | 1               |
| Argento | Xie Siyi                | Cina            | 493.05      | 1           | 518.00          | 1               | 516.10          | 2               |
| Bronzo  | Osmar Olvera            | Messico         | 445.55      | 3           | 458.35          | 3               | 498.40          | 3               |
| 4       | Luis Uribe              | Colombia        | 381.95      | 13          | 440.75          | 4               | 443.15          | 4               |
| 5       | Jules Bouyer            | Francia         | 404.25      | 7           | 422.55          | 6               | 439.50          | 5               |
| 6       | Ross Haslam             | Gran Bretagna   | 429.05      | 4           | 427.00          | 5               | 438.60          | 6               |
| 7       | Moritz Wesemann         | Germania        | 412.45      | 5           | 392.50          | 10              | 433.75          | 7               |
| 8       | Woo Ha-ram              | Corea del Sud   | 380.20      | 15          | 392.95          | 9               | 424.50          | 8               |
| 9       | Shō Sakai               | Giappone        | 383.50      | 12          | 393.25          | 8               | 414.60          | 9               |
| 10      | Li Shixin               | Australia       | 389.55      | 8           | 398.20          | 7               | 406.40          | 10              |
| 11      | Gwendal Bisch           | Francia         | 371.75      | 18          | 387.30          | 11              | 380.80          | 11              |
| 12      | Lorenzo Marsaglia       | Italia          | 377.65      | 16          | 372.50          | 12              | 366.25          | 12              |
| 13      | Jonathan Ruvalcaba      | Rep. Dominicana | 387.15      | 9           | 371.75          | 13              | Non qualificati | Non qualificati |
| 14      | Yona Knight-Wisdom      | Giamaica        | 385.65      | 11          | 368.95          | 14              | Non qualificati | Non qualificati |
| 15      | Yi Jae-gyeong           | Corea del Sud   | 381.60      | 14          | 367.85          | 15              | Non qualificati | Non qualificati |
| 16      | Mohamed Farouk          | Egitto          | 404.70      | 6           | 366.80          | 16              | Non qualificati | Non qualificati |
| 17      | Jake Passmore           | Irlanda         | 374.15      | 17          | 364.50          | 17              | Non qualificati | Non qualificati |
| 18      | Alexander Lube          | Germania        | 387.05      | 10          | 335.45          | 18              | Non qualificati | Non qualificati |
| 19      | Haruki Suyama           | Giappone        | 371.40      | 19          | Non qualificati | Non qualificati | Non qualificati | Non qualificati |
| 20      | Jack Laugher            | Gran Bretagna   | 363.10      | 20          | Non qualificati | Non qualificati | Non qualificati | Non qualificati |
| 21      | Giovanni Tocci          | Italia          | 359.00      | 21          | Non qualificati | Non qualificati | Non qualificati | Non qualificati |
| 22      | Frandiel Gómez          | Rep. Dominicana | 356.85      | 22          | Non qualificati | Non qualificati | Non qualificati | Non qualificati |
| 23      | Ooi Tze Liang           | Malaysia        | 352.10      | 23          | Non qualificati | Non qualificati | Non qualificati | Non qualificati |
| 24      | Matej Nevešćanin        | Croazia         | 351.75      | 24          | Non qualificati | Non qualificati | Non qualificati | Non qualificati |
| 25      | Adrián Abadía           | Spagna          | 348.20      | 25          | Non qualificati | Non qualificati | Non qualificati | Non qualificati |
| 26      | Liam Stone              | Nuova Zelanda   | 344.30      | 26          | Non qualificati | Non qualificati | Non qualificati | Non qualificati |
| 27      | Emanuel Vázquez         | Porto Rico      | 343.80      | 27          | Non qualificati | Non qualificati | Non qualificati | Non qualificati |
| 28      | Nicolás García          | Spagna          | 342.75      | 28          | Non qualificati | Non qualificati | Non qualificati | Non qualificati |
| 29      | Tyler Downs             | Stati Uniti     | 342.35      | 29          | Non qualificati | Non qualificati | Non qualificati | Non qualificati |
| 30      | Nikolaj Schaller        | Austria         | 341.55      | 30          | Non qualificati | Non qualificati | Non qualificati | Non qualificati |
| 31      | Rodrigo Diego           | Messico         | 340.40      | 31          | Non qualificati | Non qualificati | Non qualificati | Non qualificati |
| 32      | Frazer Tavener          | Nuova Zelanda   | 338.55      | 32          | Non qualificati | Non qualificati | Non qualificati | Non qualificati |
| 32      | Kurtis Mathews          | Australia       | 338.55      | 32          | Non qualificati | Non qualificati | Non qualificati | Non qualificati |
| 34      | Cédric Fofana           | Canada          | 338.20      | 34          | Non qualificati | Non qualificati | Non qualificati | Non qualificati |
| 35      | Jonathan Suckow         | Svizzera        | 332.45      | 35          | Non qualificati | Non qualificati | Non qualificati | Non qualificati |
| 36      | Carson Paul             | Canada          | 330.80      | 36          | Non qualificati | Non qualificati | Non qualificati | Non qualificati |
| 37      | Grayson Campbell        | Stati Uniti     | 328.00      | 37          | Non qualificati | Non qualificati | Non qualificati | Non qualificati |
| 38      | Danylo Konovalov        | Ucraina         | 325.90      | 38          | Non qualificati | Non qualificati | Non qualificati | Non qualificati |
| 39      | Mohamed Noaman          | Egitto          | 325.50      | 39          | Non qualificati | Non qualificati | Non qualificati | Non qualificati |
| 40      | Isak Børslien           | Norvegia        | 323.45      | 40          | Non qualificati | Non qualificati | Non qualificati | Non qualificati |
| 41      | Elias Petersen          | Svezia          | 322.65      | 41          | Non qualificati | Non qualificati | Non qualificati | Non qualificati |
| 42      | Alexander Hart          | Austria         | 321.85      | 42          | Non qualificati | Non qualificati | Non qualificati | Non qualificati |
| 43      | Andrzej Rzeszutek       | Polonia         | 312.35      | 43          | Non qualificati | Non qualificati | Non qualificati | Non qualificati |
| 44      | Kacper Lesiak           | Polonia         | 299.70      | 44          | Non qualificati | Non qualificati | Non qualificati | Non qualificati |
| 45      | Muhammad Syafiq Puteh   | Malaysia        | 296.35      | 45          | Non qualificati | Non qualificati | Non qualificati | Non qualificati |
| 46      | Luis Moura              | Brasile         | 294.95      | 46          | Non qualificati | Non qualificati | Non qualificati | Non qualificati |
| 47      | Kyrylo Azarov           | Ucraina         | 294.25      | 47          | Non qualificati | Non qualificati | Non qualificati | Non qualificati |
| 48      | Rafael Max              | Brasile         | 288.15      | 48          | Non qualificati | Non qualificati | Non qualificati | Non qualificati |
| 49      | Guillaume Dutoit        | Svizzera        | 283.70      | 49          | Non qualificati | Non qualificati | Non qualificati | Non qualificati |
| 50      | Sebastian Konecki       | Lituania        | 283.35      | 50          | Non qualificati | Non qualificati | Non qualificati | Non qualificati |
| 51      | Adityo Restu Putra      | Indonesia       | 279.95      | 51          | Non qualificati | Non qualificati | Non qualificati | Non qualificati |
| 52      | Vyacheslav Kachanov     | Uzbekistan      | 279.55      | 52          | Non qualificati | Non qualificati | Non qualificati | Non qualificati |
| 53      | Chawanwat Juntaphadawon | Thailandia      | 276.30      | 53          | Non qualificati | Non qualificati | Non qualificati | Non qualificati |
| 54      | Tornike Onikashvili     | Georgia         | 274.75      | 54          | Non qualificati | Non qualificati | Non qualificati | Non qualificati |
| 55      | Sebastián Morales       | Colombia        | 274.75      | 55          | Non qualificati | Non qualificati | Non qualificati | Non qualificati |
| 56      | Frank Rosales           | Cuba            | 272.70      | 56          | Non qualificati | Non qualificati | Non qualificati | Non qualificati |
| 57      | Avvir Tham              | Singapore       | 266.20      | 57          | Non qualificati | Non qualificati | Non qualificati | Non qualificati |
| 58      | David Ekdahl            | Svezia          | 263.90      | 58          | Non qualificati | Non qualificati | Non qualificati | Non qualificati |
| 59      | Martynas Lisauskas      | Lituania        | 262.90      | 59          | Non qualificati | Non qualificati | Non qualificati | Non qualificati |
| 60      | David Ledinski          | Croazia         | 252.65      | 60          | Non qualificati | Non qualificati | Non qualificati | Non qualificati |
| 61      | Yohan Eskrick-Parkinson | Giamaica        | 250.65      | 61          | Non qualificati | Non qualificati | Non qualificati | Non qualificati |
| 62      | Hemam London Singh      | India           | 238.80      | 62          | Non qualificati | Non qualificati | Non qualificati | Non qualificati |
| 63      | Curtis Yuen             | Hong Kong       | 237.30      | 63          | Non qualificati | Non qualificati | Non qualificati | Non qualificati |
| 64      | Surajit Rajbanshi       | India           | 231.90      | 64          | Non qualificati | Non qualificati | Non qualificati | Non qualificati |
| 65      | Tri Anggoro Priambodo   | Indonesia       | 207.30      | 65          | Non qualificati | Non qualificati | Non qualificati | Non qualificati |
| 66      | Nazar Kozhanov          | Kazakistan      | 202.25      | 66          | Non qualificati | Non qualificati | Non qualificati | Non qualificati |
| 67      | Nikola Paraušić         | Serbia          | 197.40      | 67          | Non qualificati | Non qualificati | Non qualificati | Non qualificati |
| 68      | Dulanjan Fernando       | Sri Lanka       | 180.25      | 68          | Non qualificati | Non qualificati | Non qualificati | Non qualificati |
| 69      | Robben Yiu              | Hong Kong       | 161.25      | 69          | Non qualificati | Non qualificati | Non qualificati | Non qualificati |
| dnf     | Donato Neglia           | Cile            | dnf         | dnf         | Non qualificati | Non qualificati | Non qualificati | Non qualificati |